# 아오모리시
아오모리시(일본어: 青森市)는 일본 아오모리현 중앙부에 있는 시이자 아오모리현의 현청 소재지이다. 중핵시로 지정되어 있다.
쓰가루 해협과 접하고 메이지 시대 이후 혼슈와 홋카이도를 잇는 교통 거점으로 발전했다. 1988년까지는 쓰가루 해협을 건너 홋카이도 하코다테시와 연결하는 연락선이 있었으나 현재는 세이칸 터널을 경유하는 JR 쓰가루 해협선으로 홋카이도와 연결되고 있다.
현청 소재지 중 가장 눈이 많은 도시로 알려져 있으며 1981년에는 196cm, 2005년에는 178cm의 적설량을 기록했다. 2005년 4월 1일에 인접한 나미오카정(浪岡町)과 통합함으로써 인구가 30만 명을 넘었는데 아오모리시처럼 눈이 많은 도시가 이만큼 인구가 많은 곳은 세계적으로도 드물다.
매년 8월 2일부터 7일까지 열리는 네부타 축제는 센다이시의 다나바타 축제, 아키타시의 간토 축제, 야마가타시의 하나가사 축제와 함께 "도호쿠 4대 축제"로 불린다.

## 지리

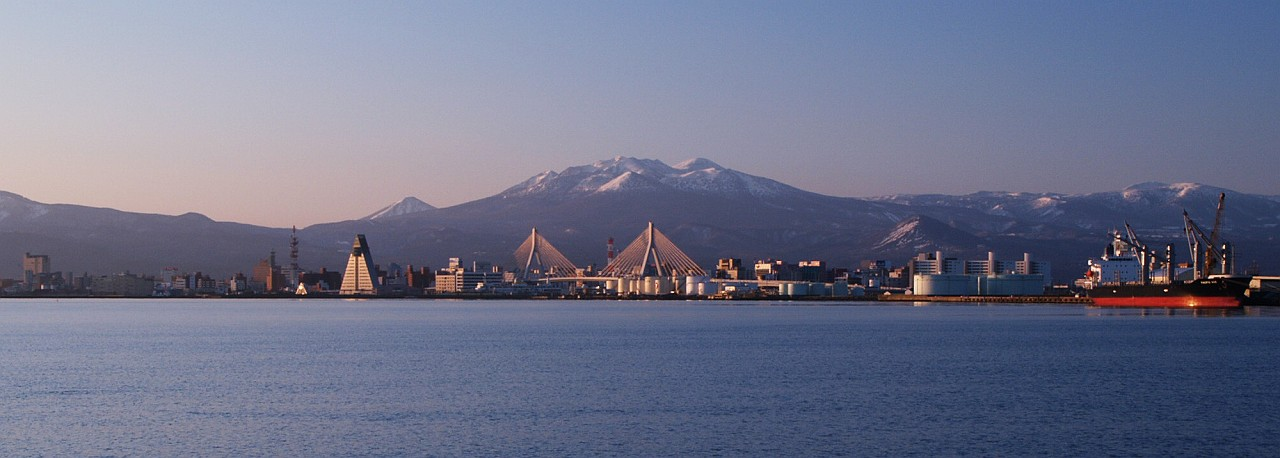
아오모리만과 아오모리 시가지

아오모리현의 거의 중앙에 위치한다. 무쓰만의 지만인 아오모리만과 접한 아오모리 평야를 중심으로 하고 남부에서 동부까지는 오우산맥의 북단을 구성하는 핫코다산·히가시다케 산지가 늘어서 있고 서부는 쓰가루 산지·쓰가루 평야에 걸친다. 시가지는 아오모리 평야상에 아오모리만 연안을 중심으로 부채꼴 모양으로 펼쳐져 있다.
도호쿠 본선과 오우 본선의 종점으로 아오모리역에서 서로 합류한다. 도호쿠 자동차도의 종점이기도 하고 국도 4호선과 국도 7호선의 종점으로 중심부에서 서로 만난다. 도호쿠 지방을 종관하는 이러한 교통 간선과 혼슈와 홋카이도를 잇는 쓰가루 해협선·세이칸 항로가 결절하는 교통·물류의 요충지이다.
무쓰만은 만 입구인 다이라다테 해협의 폭이 좁기 때문에 외양의 영향을 받기 어려워 쓰가루 반도와 나쓰도마리 반도에 안겨 아오모리만 가장 안쪽에 위치하는 아오모리항은 물결이 온화한 좋은 항구이다. 남동부의 핫코다산은 도와다하치만타이 국립공원, 북동부의 아사무시 지구는 아사무시나쓰도마리 현립 자연공원의 일부로 지정되어 있다.

### 기후
1971년부터 2000년까지의 30년 평년값은 연평균 기온 10.1℃, 연 강수량 1289.9mm, 연 강설량 774cm, 최심 적설 114cm이다. 겨울에는 강설이 많아 전역이 특별폭설지대로 지정되어 있다.
역대 최고 기온 기록이 36.7도나 되지만 역대 최저 기온은 -24.7도에 달한다.
| 아오모리시의 기후                                            | 아오모리시의 기후 | 아오모리시의 기후 | 아오모리시의 기후 | 아오모리시의 기후 | 아오모리시의 기후 | 아오모리시의 기후 | 아오모리시의 기후 | 아오모리시의 기후 | 아오모리시의 기후 | 아오모리시의 기후 | 아오모리시의 기후 | 아오모리시의 기후 | 아오모리시의 기후 |
| 월                                                           | 1월               | 2월               | 3월               | 4월               | 5월               | 6월               | 7월               | 8월               | 9월               | 10월              | 11월              | 12월              | 연간              |
| ------------------------------------------------------------ | ----------------- | ----------------- | ----------------- | ----------------- | ----------------- | ----------------- | ----------------- | ----------------- | ----------------- | ----------------- | ----------------- | ----------------- | ----------------- |
| 역대 최고 기온 °C (°F)                                       | 13.5 (56.3)       | 17.1 (62.8)       | 21.4 (70.5)       | 28.3 (82.9)       | 33.6 (92.5)       | 33.5 (92.3)       | 35.9 (96.6)       | 36.7 (98.1)       | 36.1 (97.0)       | 30.5 (86.9)       | 24.1 (75.4)       | 21.1 (70.0)       | 36.7 (98.1)       |
| 일평균 최고 기온 °C (°F)                                     | 1.8 (35.2)        | 2.7 (36.9)        | 6.8 (44.2)        | 13.7 (56.7)       | 18.8 (65.8)       | 22.1 (71.8)       | 26.0 (78.8)       | 27.8 (82.0)       | 24.5 (76.1)       | 18.3 (64.9)       | 11.2 (52.2)       | 4.5 (40.1)        | 14.9 (58.8)       |
| 일일 평균 기온 °C (°F)                                       | −0.9 (30.4)       | −0.4 (31.3)       | 2.8 (37.0)        | 8.5 (47.3)        | 13.7 (56.7)       | 17.6 (63.7)       | 21.8 (71.2)       | 23.5 (74.3)       | 19.9 (67.8)       | 13.5 (56.3)       | 7.2 (45.0)        | 1.4 (34.5)        | 10.7 (51.3)       |
| 일평균 최저 기온 °C (°F)                                     | −3.5 (25.7)       | −3.3 (26.1)       | −0.8 (30.6)       | 4.1 (39.4)        | 9.4 (48.9)        | 14.1 (57.4)       | 18.6 (65.5)       | 20.0 (68.0)       | 15.8 (60.4)       | 9.1 (48.4)        | 3.4 (38.1)        | −1.4 (29.5)       | 7.1 (44.8)        |
| 역대 최저 기온 °C (°F)                                       | −23.5 (−10.3)     | −24.7 (−12.5)     | −18.4 (−1.1)      | −12.2 (10.0)      | −1.4 (29.5)       | 4.0 (39.2)        | 6.5 (43.7)        | 8.9 (48.0)        | 3.0 (37.4)        | −2.4 (27.7)       | −12.1 (10.2)      | −20.6 (−5.1)      | −24.7 (−12.5)     |
| 평균 강수량 mm (인치)                                        | 139.9 (5.51)      | 99.0 (3.90)       | 75.2 (2.96)       | 68.7 (2.70)       | 76.7 (3.02)       | 75.0 (2.95)       | 129.5 (5.10)      | 142.0 (5.59)      | 133.0 (5.24)      | 119.2 (4.69)      | 137.4 (5.41)      | 155.2 (6.11)      | 1,350.7 (53.18)   |
| 평균 강설량 cm (인치)                                        | 195 (77)          | 141 (56)          | 64 (25)           | 4 (1.6)           | 0 (0)             | 0 (0)             | 0 (0)             | 0 (0)             | 0 (0)             | 0 (0)             | 23 (9.1)          | 143 (56)          | 567 (223)         |
| 평균 강수일수 (≥ 0.5 mm)                                     | 24.0              | 20.0              | 16.7              | 12.2              | 11.3              | 9.5               | 10.2              | 10.8              | 11.6              | 14.6              | 18.9              | 23.6              | 183.3             |
| 평균 강설일수                                                | 29.6              | 26.1              | 22.1              | 5.7               | 0.0               | 0.0               | 0.0               | 0.0               | 0.0               | 0.2               | 10.2              | 26.0              | 119.5             |
| 평균 상대 습도 (%)                                           | 78                | 76                | 70                | 65                | 71                | 78                | 80                | 78                | 76                | 73                | 73                | 78                | 75                |
| 평균 월간 일조시간                                           | 48.5              | 72.3              | 126.0             | 179.1             | 201.4             | 180.0             | 161.4             | 178.0             | 162.4             | 144.4             | 85.4              | 50.4              | 1,589.2           |
| 출처: 일본 기상청 (평년값: 1991년~2020년, 극값: 1882년~현재) |                   |                   |                   |                   |                   |                   |                   |                   |                   |                   |                   |                   |                   |

### 인접한 자치체
- 구로이시시, 고쇼가와라시, 도와다시, 히라카와시
- 히가시쓰가루군 히라나이정, 요모기타촌
- 미나미쓰가루군 후지사키정
- 기타쓰가루군 이타야나기정
- 가미키타군 시치노헤정

## 역사
아오모리(青森)는 일본어로 '푸른 숲'을 의미하는데 다른 이론으로 아이누어에서 유래했다는 설이 있다. 이 지역은 선사 시대 이래로 사람들이 광범위하게 정착하였고 고고학자들에 의해 수많은 조몬 시대 유적들이 발견되었다. 그 중 가장 유명한 것이 시 남서부에 위치한 산나이마루야마 유적(기원전 5500~4000년)과 고마키노 유적(기원전 4000년)이다. 이러한 대규모 정착지들은 조몬 시대 문명에 혁명적인 변화를 일으켰다.
헤이안 시대에 이 지역은 오슈 후지와라씨 영역의 일부였으나 상당수의 에조(에미시)도 거주하였다. 가마쿠라 시대에 오슈 후지와라씨가 멸망하면서 이곳은 난부씨 영지의 일부가 되었다. 센고쿠 시대에는 난부씨의 경쟁자로 나미오카에 근거지를 둔 쓰가루씨의 지배를 받았다. 에도 시대가 시작될 무렵에 아오모리는 히로사키번의 작은 항구 마을로 우토촌(善知鳥村)으로 불렸다. 1626년에 다이묘 쓰가루 노부히라의 명령 하에 모리야마 야시치로에 의해 개발되었고 아오모리로 개칭되었다.
메이지 유신 이후 폐번치현으로 현대의 아오모리현에 6개 현이 성립하였다. 이들은 1871년 7월에 단명한 히로사키현으로 합병되었고 현청은 히로사키에 두어졌다. 그러나 서쪽 쓰가루씨 영지와 동쪽 난부씨 영지의 역사적인 적개심 때문에 1871년 9월 23일에 현청 소재지는 좀 더 중앙에 위치한 아오모리로 이전되었고 히로사키현은 아오모리현으로 개칭되었다. 1873년에 개척사에 의해 아오모리와 하코다테를 잇는 연락선이 개설되었다.
1889년 4월 1일에 정촌제 시행으로 히가시쓰가루군 아오모리정이 발족하였고 1898년에 아오모리시로 승격하였다. 1891년 9월 도호쿠 본선의 개통으로 도쿄와 연결되었고 1894년 12월에는 동해를 따라 오우 본선이 개통하였다. 현대 아오모리의 발전은 주로 현청 소재지의 지위와 철도 종점으로서의 중요성, 그리고 1908년에 취항한 세이칸 연락선 덕분이었다. 1902년 1월에는 일본 육군 제8사단의 제5보병연대가 핫코다산에서 동계 훈련 중에 조난되어 훈련 참가자 210명 중 199명이 사망한 핫코다 눈속 행군 조난 사건이 발생했고 이후 1910년 5월 3일에는 대화재로 도시가 불탔다. 1924년에 항구 시설이 확장되었고 1926년에 아오모리 시영 버스가 운행을 시작하였다. 1937년에는 도쿄~센다이~아오모리~삿포로를 잇는 일본 항공 수송의 정기 항공편이 취항하였다.

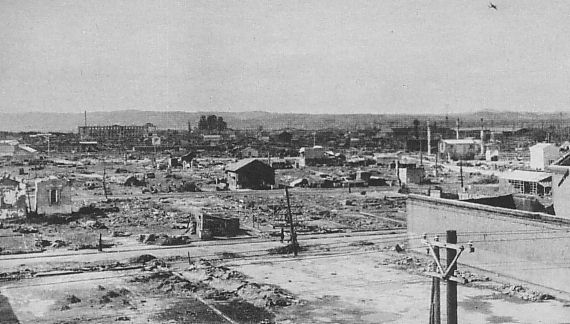
공습 후의 아오모리시

1945년 7월 28일에는 미군의 공습으로 1767명의 사상자가 발생하고 시가지의 88%가 파괴되었다. 전쟁 후에 아오모리는 지역의 정치와 상업 중심지로 재건되었고 1951년에 쓰가루선이 개통하였으며 1964년에 아오모리 공항이 개항하였다. 1979년 도호쿠 자동차도의 개통으로 도시는 도쿄와 고속도로로 연결되었다. 아오모리시는 2002년 10월 1일에 중핵시로 지정되었고 2005년 4월 1일에는 이웃한 나미오카정을 합병하였다.

## 경제
아오모리시는 아오모리현의 지방 상업 중심지 역할을 한다. 2005년에는 도시 경제에서 농업과 어업은 4%를 차지한 반면에 제조업은 16.2%, 서비스업은 78.2%를 차지하였다.

## 교통

### 공항
- 아오모리 공항

### 철도
중심역: 아오모리역, 신아오모리역
- 동일본 여객철도
  - 도호쿠 신칸센
  - 도호쿠 본선
  - 오우 본선
  - 쓰가루선

- 홋카이도 여객철도
  - 홋카이도 신칸센

- 아오이모리 철도
  - 아오이모리 철도선

### 도로
- 도호쿠 자동차도
- 아오모리 자동차도
- 국도 4호선
- 국도 7호선
- 국도 45호선
- 국도 101호선
- 국도 103호선
- 국도 280호선
- 국도 394호선

## 인구
| 통계년도      | 인구      | 비고                             | 그래프                                                                   |
| ------------- | --------- | -------------------------------- | ------------------------------------------------------------------------ |
| 1727년        | 6,172명   |                                  | 1965년부터 2000년까지 현재의 시역에 거의 해당하는 시정촌의 합계치를 부기 |
| 1750명        | 5,163명   | 4월                              | 1965년부터 2000년까지 현재의 시역에 거의 해당하는 시정촌의 합계치를 부기 |
| 1788명        | 4,668명   |                                  | 1965년부터 2000년까지 현재의 시역에 거의 해당하는 시정촌의 합계치를 부기 |
| 1799명        | 6,137명   |                                  | 1965년부터 2000년까지 현재의 시역에 거의 해당하는 시정촌의 합계치를 부기 |
| 1805명        | 6,491명   |                                  | 1965년부터 2000년까지 현재의 시역에 거의 해당하는 시정촌의 합계치를 부기 |
| 1811명        | 6,944명   | 아오모리기                       | 1965년부터 2000년까지 현재의 시역에 거의 해당하는 시정촌의 합계치를 부기 |
| 1843명        | 6,033명   |                                  | 1965년부터 2000년까지 현재의 시역에 거의 해당하는 시정촌의 합계치를 부기 |
| 1852명        | 7,779명   |                                  | 1965년부터 2000년까지 현재의 시역에 거의 해당하는 시정촌의 합계치를 부기 |
| 1864명        | 9,991명   | 九浦町中人別戸数諸工諸家業総括牒 | 1965년부터 2000년까지 현재의 시역에 거의 해당하는 시정촌의 합계치를 부기 |
| 1869명        | 10,750人  |                                  | 1965년부터 2000년까지 현재의 시역에 거의 해당하는 시정촌의 합계치를 부기 |
| 구 아오모리시 |           |                                  | 1965년부터 2000년까지 현재의 시역에 거의 해당하는 시정촌의 합계치를 부기 |
| 1898년        | 27,991명  | 4월 1일에 시로 승격              | 1965년부터 2000년까지 현재의 시역에 거의 해당하는 시정촌의 합계치를 부기 |
| 1920년        | 48,941명  | 제1회 국세조사                   | 1965년부터 2000년까지 현재의 시역에 거의 해당하는 시정촌의 합계치를 부기 |
| 1925년        | 58,794명  | 제2회 국세조사                   | 1965년부터 2000년까지 현재의 시역에 거의 해당하는 시정촌의 합계치를 부기 |
| 1930년        | 77,103명  | 제3회 국세조사                   | 1965년부터 2000년까지 현재의 시역에 거의 해당하는 시정촌의 합계치를 부기 |
| 1935년        | 93,413명  | 제4회 국세조사                   | 1965년부터 2000년까지 현재의 시역에 거의 해당하는 시정촌의 합계치를 부기 |
| 1940년        | 99,065명  | 제5회 국세조사                   | 1965년부터 2000년까지 현재의 시역에 거의 해당하는 시정촌의 합계치를 부기 |
| 1945년        | 56,653명  | 11월                             | 1965년부터 2000년까지 현재의 시역에 거의 해당하는 시정촌의 합계치를 부기 |
| 1947년        | 90,828명  | 임시 국제조사                    | 1965년부터 2000년까지 현재의 시역에 거의 해당하는 시정촌의 합계치를 부기 |
| 1950년        | 106,417명 | 제7회 국세조사                   | 1965년부터 2000년까지 현재의 시역에 거의 해당하는 시정촌의 합계치를 부기 |
| 1955년        | 183,747명 | 제8회 국세조사                   | 1965년부터 2000년까지 현재의 시역에 거의 해당하는 시정촌의 합계치를 부기 |
| 1960년        | 202,211명 | 제9회 국세조사                   | 1965년부터 2000년까지 현재의 시역에 거의 해당하는 시정촌의 합계치를 부기 |
| 1965년        | 224,433명 | 제10회 국세조사                  | 1965년부터 2000년까지 현재의 시역에 거의 해당하는 시정촌의 합계치를 부기 |
| 1970년        | 240,063명 | 제11회 국세조사                  | 1965년부터 2000년까지 현재의 시역에 거의 해당하는 시정촌의 합계치를 부기 |
| 1975년        | 264,222명 | 제12회 국세조사                  | 1965년부터 2000년까지 현재의 시역에 거의 해당하는 시정촌의 합계치를 부기 |
| 1980년        | 287,594명 | 제13회 국세조사                  | 1965년부터 2000년까지 현재의 시역에 거의 해당하는 시정촌의 합계치를 부기 |
| 1985년        | 294,045명 | 제14회 국세조사                  | 1965년부터 2000년까지 현재의 시역에 거의 해당하는 시정촌의 합계치를 부기 |
| 1990년        | 287,808명 | 제15회 국세조사                  | 1965년부터 2000년까지 현재의 시역에 거의 해당하는 시정촌의 합계치를 부기 |
| 1995년        | 294,167명 | 제16회 국세조사                  | 1965년부터 2000년까지 현재의 시역에 거의 해당하는 시정촌의 합계치를 부기 |
| 2000년        | 297,859명 | 제17회 국세조사                  | 1965년부터 2000년까지 현재의 시역에 거의 해당하는 시정촌의 합계치를 부기 |
| 아오모리시    |           |                                  | 1965년부터 2000년까지 현재의 시역에 거의 해당하는 시정촌의 합계치를 부기 |
| 2005년        | 311,508명 | 제18회 국세조사                  | 1965년부터 2000년까지 현재의 시역에 거의 해당하는 시정촌의 합계치를 부기 |
| 출처:         |           |                                  |                                                                          |

|                                                | |
| 아오모리시의 전국의 연령별 인구 분포（2005년） | 아오모리시의 연령·남녀별 인구 분포（2005년）                                                                              |
| ■자주색 ― 아오모리시 ■녹색 ― 일본전국          | ■파랑색 ― 남자 ■빨간색 ― 여자                                                                                             |
| · 아오모리시（에 해당되는 지역）의 인구추이    | |
| 일본 총무성 통계국 국세조사 결과               | |
|                                                | 이 그래프는 더 이상 지원되지 않는 레거시 그래프 확장 기능을 사용하고 있습니다. 새로운 차트 확장 기능으로 변환해야 합니다. |

## 자매 도시
- 일본 홋카이도 하코다테시(1989년 3월 13일)
- 헝가리 바치키슈쿤주 케치케메트(1994년 8월 4일)
- 중국 랴오닝성 다롄시(2004년 12월 24일)

## 우호교류 도시
- 대한민국 경기도 평택시(1995년 8월 28일)

## 주요 인물
- 요코 가와시마 왓킨스